# Sinagoga de Dura Europos
La sinagoga de Dura Europos estaba ubicada en la localidad de Dura Europos, una antigua ciudad en el oriente de Siria que perteneció en el siglo iii al Imperio Romano. Tiene una importancia especial porque se trata de la única sinagoga que se conserva de la Edad Antigua que está completamente decorada con frescos figurativos. Estos frescos se exponen en una sala propia en el Museo Nacional de Damasco.

## Descripción

Plano después de la remodelación. En rojo: patio interior y sinagoga. En naranja: acceso y salas aledañas

Al igual que la casa de la iglesia de Dura Europos, una capilla paleocristiana ubicada un poco más al sur, la sinagoga de Dura Europos también se desarrolló a partir de una casa privada que ya a finales del siglo ii era utilizada como casa de Dios. El edificio, según algunas tejas del techo que están fechadas, fue remodelado en los años 244/245. En 256 los sasánidas destruyeron completamente la ciudad. Por ello, los frescos tienen que haber sido pintados en el estuco entre esos años.
La casa ocupaba una superficie de 15 × 8 metros y tenía una estructura anexa de unos 10 × 8 metros. Las habitaciones se agrupaban en torno a un patio. La construcción anexa consistía en un peristilo y una casa de reuniones para la comunidad. Esta sala de reuniones estaba pintada con frescos que representan historias del Antiguo Testamento.
En un ataque del año 238, los sasánidas estuvieron a punto de conquistar Dura Europos. Directamente antes de su ataque de 256, el cual, tras fuerte resistencia de los invadidos, resultó exitoso, se elevaron los muros exteriores y con este objetivo, especialmente en el lado occidental más expuesto al peligro, se rellenó por dentro y por fuera con arena y tierra con fines de estabilización. La sinagoga estaba construida directamente contigua al muro circundante occidental y en gran parte fue enterrada bajo este relleno. Afuera se formó un Glacis, con el que se pretendía mantener a distancia a posibles atacantes, por dentro hubo que compensar la presión. La sinagoga estaba entre una larga serie de edificaciones que estaban adosadas directamente a este muro exterior. Los frescos de la pared occidental se conservaron casi completamente, mientras que de los de la pared norte y sur se conserva cerca de la mitad, por debajo de una diagonal que se formó con el ángulo de reposo. a pared norte está un poco mejor conservada. De la pared oriental, que no estaba cubierta, solo ha quedado una franja delgada a ambos lados de la puerta de acceso.

## Descubrimiento

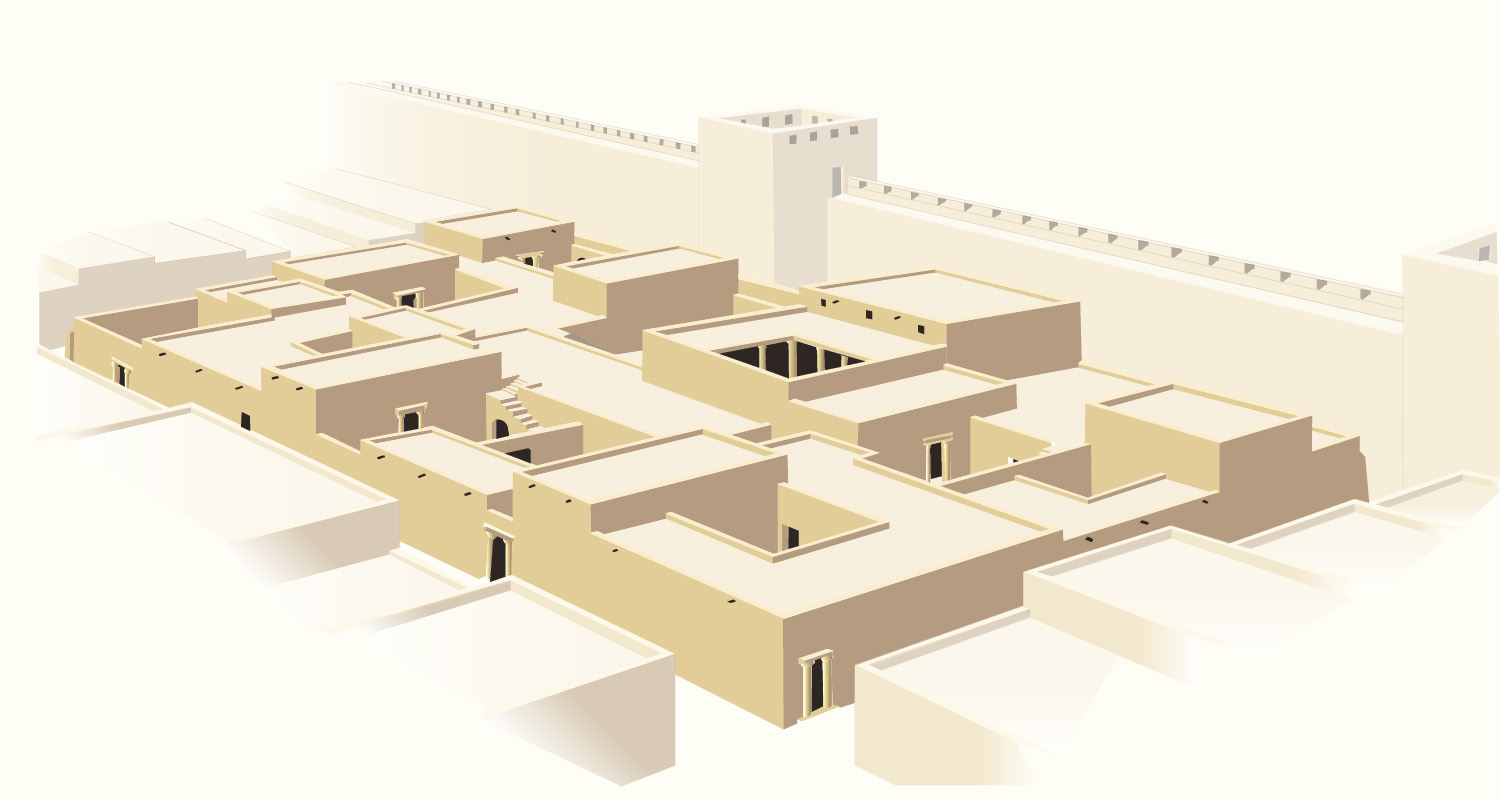
Modelo

Dura Europos se excavó en 1922/1923 y nuevamente entre 1928 y 1937 por los historiadores James Henry Breasted y Michael Rostovtzeff por encargo de la Universidad de Yale. Los frescos de la sinagoga se descubrieron en 1932 por un equipo francés- estadounidense bajo la dirección de Clark Hopkins de la Universidad de Yale. Se conservaron en excelentes condiciones porque estaban bajo una capa de tierra y gracias al clima seco del desierto, esa tierra arenosa sirvió de resguardo contra deslaves. Otro factor que influyó en la conservación es que ese lugar, muy pronto tras la conquista, fue abandonado y nunca más volvió a repoblarse.
El descubrimiento de la sinagoga provocó un shock entre los arqueólogos especializados en la antigüedad clásica. Clark Hopkins, por ejemplo, recordó el descubrimiento en estos términos:

«Nos quedamos todos en profundo silencio y completo asombro. Si alguien que pasara por casualidad hubiese visto las pinturas emerger repentinamente de la tierra ya se habría sorprendido. Si hubiera sido un arqueólogo de la antigüedad clásica, sabiendo que las pinturas que han sobrevivido desde la época clásica son muy pocas, se habría sorprendido mucho más. Pero si hubiese sido un estudioso de la Biblia o un estudioso del arte antiguo, y se le ha dicho que el edificio era una sinagoga, y las pinturas eran de escenas del Antiguo Testamento, simplemente no habría creído. No podía ser; no había absolutamente ningún precedente, y no podría haber ninguno. El severo mandato de los Diez Mandamientos contra la realización de imágenes talladas habría sido suficiente para demostrar que tenía razón.»
Clark Hopkins

«Gracias a la investigación y las numerosas publicaciones, Dura-Europos es ahora una de las ciudades más conocidas del Oriente griego, los partos y romanos y constituye una referencia obligada para cualquier historiador que trabaje en el Oriente helenístico, partos y romanos.»
Pierre Leriche, director de investigación en el CNRS, enero de 1942

El descubrimiento de los frescos de la sinagoga también causó un remezón epistemológico entre los historiadores del arte y teólogos: la existencia misma de estos frescos de una época tan importante y en una pequeña ciudad provinciana tan alejada de los grandes centros contemporáneos de producción artística parecía contrariar todo lo que se había establecido sobre el aniconismo judío, por una parte, y el desarrollo del arte cristiano por otra. La magnitud y la riqueza del programa iconográfico hacen que sea improbable, por decir lo menos, que se trate de una iniciativa aislada y una creación puramente local. La similitud de las convenciones iconográficas adoptadas para ilustrar algunos temas casi contemporáneos con los frescos de las catacumbas romanas cristianas o las ilustraciones bizantinas posteriores refuerza esta conclusión: la imposibilidad de que los frescos de Dura Europos hayan sido ellos mismos las fuentes iconográficas del arte judío y el posterior cristianismo se deduce de la corta existencia del monumento - menos de una década, claramente establecida por inscripciones - y su ubicación geográfica marginal. Este conjunto pictórico es, por lo tanto, el testimonio de una tradición literaria y artística que los historiadores han tratado de redescubrir desde los primeros años tras su descubrimiento, en un debate historiográfico particularmente rico y permanentemente renovado.

## Escenas

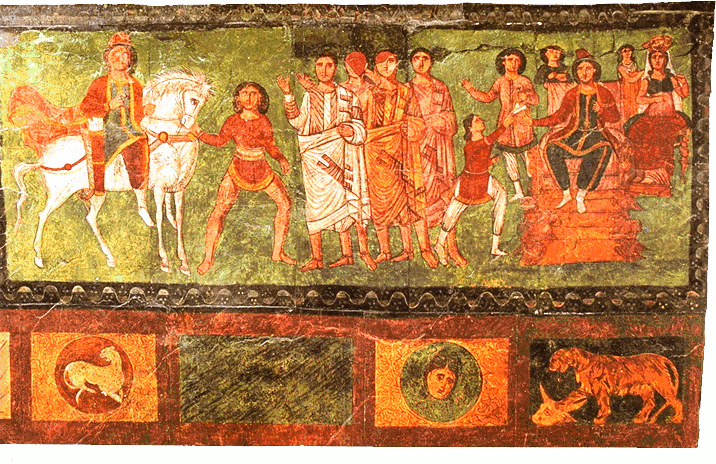
Triunfo de Mardoqueo. Ester y Asuero (II. 15)

Los relatos bíblicos están en las paredes circundantes distribuidas en tres zonas y en campos de imágenes individuales, que están delimitados por bandas angostas. Las pinturas corresponden en parte a la tradición del arte parto.
Aunque estos frescos son únicos, existen indicios de que en la época existieron otras sinagogas pintadas, a pesar de que en el judaísmo rige el aniconismo para el ámbito religioso.
En el Talmud de Jerusalén (Tratado de Mishna Avoda sara III 3/42a) se relata que por aquel tiempo se comenzó a pintar las paredes de las sinagogas y que el entonces Rabino Jochanan no lo impidió. Hay monedas de Apamea Ciboto acuñadas bajo el imperio de Septimio Severo que muestran el Arca de Noé. La siguiente lista de las representaciones esta organizada según su correspondiente aparición en las narrativas del Antiguo Testamento.
I Pentateuco
1. Jacob contempla la escalera al cielo. Génesis 28, 10-17 Pared norte, zona superior. Destruida en su mayor parte. Jacob yace relajadamente sobre un muro; de la escalera al cielo, que está detrás de él en diagonal, se ha conservado solo la parte inferior.
2. Bendición de Jacob a sus nietos Efraín y Manasés.Génesis 48,13-20 Pared oeste, zona media. Campo de imagen central, abajo a la derecha. Jacob bendice a ambos en presencia de José.
3. Jacob bendice a sus hijos. Génesis 49, 1-18 Pared oeste, zona media. Campo de imagen central, abajo a la izquierda. Jacob yace en la cama, atrás están sus doce hijos, separados en dos grupos de a seis. Todos están retratados de frente. Han sido llamados al lecho de muerte de Jacob y reciben las últimas advertencias y bendiciones.
4. Nacimiento y preservación de Moisés. Éxodo 1,8 - Éxodo 2,9 Pared oeste, zona inferior, al extremo derecho. El campo de imagen alargado muestra de derecha a izquierda tres escenas: a la derecha el muro de la ciudad con la puerta abierta. Al lado, arriba: el faraón egipcio ordena a las parteras hebreas Sifra y Pua matar a todos los descendientes judíos masculinos. Abajo: una mujer que extiende sus manos. Izquierda: la hija del faraón se da cuenta del arca. Ella está a la orilla del Nilo, dos sirvientas a su lado participan en la salvación de Moisés. Se entrega a Jochebed el niño Moisés.
5. Moisés y la zarza ardiente. Éxodo 3,1-6 Pared oeste, zona superior, derecha. Moisés está de frente, la mano derecha extendida hacia el matorral que está a su lado.
6. Travesía del Mar Rojo. Éxodo 8, 21 - Éxodo 14,30 Pared oeste, zona superior, derecha. La imagen más grande de la sinagoga muestra a la derecha un portón de almenas, después los israelitas partiendo, los que aparecen de frente en una hilera, cual si recién hubiesen pasado a través del portón.
7. Moisés recibe las tablas de la ley. Éxodo 31,18 Pared oeste, zona superior, izquierda. Muestra a Moisés desde el costado, la cabeza falta.
8. Inauguración del Arca de la Alianza. Pared oeste, zona media, desde a izquierda, segundo campo de imágenes. Composición realizada a partir de distintas narraciones del capítulo 2 de Moisés. Arriba en el centro, el armario, abajo una menorá. La figura más grande, arriba a la derecha es Aarón, la tiara que lleva en la cabeza muestra influencia persa.
9. El pozo de Beer. Números 21,16-18 Pared oeste, zona media, primer campo de imagen desde la izquierda. Composición a partir de distintos episodios del segundo y cuarto libro de Moisés muestra en el centro un campo rodeado de tres de un total de doce carpas (para cada una de las doce tribus de Israel).

II Libros históricos
1. Samuel en Silo. Libro I de Samuel 2,1-10 - Libro I de Samuel 3, 1-18 Pared norte, zona media, a la derecha. Ana lleva a su hijo Samuel a Silo. De ambos solo se conserva la parte inferior en el lado derecho de un largo muro coronado por almenas.
2. La batalla de Eben-ezer  la conquista del Arca de la Alianza por los filisteos. Libro I de Samuel 4, 1-2+11 Pared norte, zona media, a la izquierda. Al costado derecho se ve la batalla entre los filisteos y los israelitas embistiendo a caballo unos contra otros. En el centro, el arca es evacuada por varios hombres flanqueados por soldados de los filisteos.
3. El Arca de la Alianza en el templo de Dagón. Libro I de Samuel 5,1-5 - Libro I de Samuel 6, 1-12 Pared oeste, zona media, primer campo de imagen a la derecha. Los filisteos llevan el Arca de la Alianza ante el templo de Dagón, y la estatua del dios cae. Arriba a la derecha está el templo, en su interior oscuro se ven dos pedestales de piedra que se han interpretado como altares o como bases de estatua.
4. La unción de David. Libro I de Samuel 16, 13 Pared oeste, zona inferior, a la derecha del armario de la Torá. A la izquierda una gran figura de Samuel haciendo gotear aceite sobre la cabeza de David. Este último aparece en primer plano, entre de sus hermanos.
5. David y Saúl en el desierto de Ziph. Libro I de Samuel 26, 2-25 Pared este, zona inferior, a la izquierda. De la mitad izquierda se ha conservado la parte inferior. Un ejército de caballería se moviliza hacia la derecha.
6. David, Rey de todo Israel. Libro II de Samuel 5, 1-5 Pared oeste, zona superior, campo de imagen central. La imagen, repintada en varias capas sucesivas, ubica el punto de vista central sobre el armario de la Torá.
7. Transporte del Arca de la Alianza al Templo de Jerusalén. Libro II de Samuel 6, 12-15 y Libro I de los Reyes 8,1-11 Pared sur, zona media, a la derecha. Se ha conservado menos de la mitad.
8. Ciudad de Jerusalén y el templo. Libro II de Samuel 5, 9 y Libro I de los Reyes 6 Pared oeste, zona media, primer campo de imagen, a la derecha del centro. La única pintura sin figuras humanas muestra muros y columnas de la fachada del templo.
9. La unción de Salomón. Libro I de los Reyes 1, 34-39 Pared oeste, zona superior, primer campo de imagen de la izquierda. Mal conservado, solo se ven algunas figuras masculinas hasta las rodillas.
10. Salomón y la Reina de Saba. Libro I de los Reyes 10, 1-13 Pared oeste, zona superior, segundo campo de imagen de la izquierda. A la derecha, se han conservado solo las gradas inferiores de un trono de seis gradas, falta la imagen de Salomón sentado. El trono tiene una inscripción.
11. Ajab y Elías. Libro I de los Reyes 17, 1-3 Pared sur, zona inferior, al extremo izquierdo. Aparte de dos pies, nada conservado.
12. Elías en Kerit y Sarepta. Libro I de los Reyes 14, 5-16 Pared sur, zona inferior, segundo campo de imagen de la izquierda. Se ha conservado la mitad inferior derecha. Elías se encuentra con la viuda en Sarepta, y la pide hacer pan de sus últimos restos de harina y aceite. El pan se multiplica milagrosamente, durante todo el tiempo que la sequía atormenta a la ciudad.
13. Elías resucita al hijo de la viuda. Libro I de los Reyes 17, 19-23 Pared oeste, zona inferior, tercer campo de imagen de la izquierda. Es la continuación de la historia en Sarepta. Al costado izquierdo está la viuda que extiende en sus brazos a su hijo muerto para dárselo a Elías.
14. Elías y los profetas de Baal en el Monte Carmelo. Libro I de los Reyes 18, 21–46 Pared sur, zona inferior, tercer y cuarto campo de imagen de la izquierda. En la primera escena está al centro del altar de sacrificio con el buey sobre él, a la espera de que caiga fuego desde el cielo. A cada lado del altar aparecen de pie cuatro profetas vestidos con atuendos griegos, con sus manos dirigidas hacia abajo. La segunda escena muestra un altar más grande, con tres profetas a la izquierda que con un brazo indican hacia arriba.
15. Triunfo de Mardoqueo. Libro de Esther 6,11, Ester y Asuero. Pared oeste, zona inferior, segundo campo de imagen de la izquierda. Al costado izquierdo de la imagen alargada está Mardoqueo montado de lado sobre un caballo que conduce la reina Haman. Se mueven acercándose hacia un grupo de cuatro hombres que levantan sus manos como gesto de aclamación. A la derecha está sentado en su trono el rey persa Asuero. Lleva vestimenta persa, una gorra y sostiene una espada en la mano izquierda.
16. Matatías y los adoradores de los dioses paganos. Libro I de los Macabeos  2, 15–25 Pared norte, zona inferior, a la derecha. La imagen muestra a la izquierda a  un judío que es obligado al sacrificio en el altar. Está arrodillado ante el altar y viste atuendos persas, detrás hay un soldado de pie en su pesada armadura  y posa una mano sobre su hombro. En la segunda escena de la derecha, se ve a Matatías, matando al dispuesto al sacrificio.

III Profetas
1. Isaías. Isaías 26, 19-20+56 Pared oeste, zona media , Campo de imagen del ala izquierda, debajo de Moisés, quien recibe las Tablas de la Ley. El hombre que aparece de frente con cabellos canos está vestido con un quitón y un  Himatión.
2. Jeremías. Jeremías 31, 31 y Libro II de los Macabeos 2, 2-4 Pared oeste, zona media, campo de imagen del ala derecha, abajo a la derecha. Hombre de pelo oscuro que lleva un abrigo de profetas. En las manos extendidas sostiene un pergamino, sin leerlo.
3. Ezequiel en el valle de los huesos secos. Libro de Ezequiel 37, 1-10 Pared norte, zona inferior, izquierda. El campo de imagen ocupa cerca de dos tercios de la pared norte. El relato comienza desde la izquierda, Ezequiel aparece frontalmente seis veces, cuatro de ellas en un atuendo persa.
4. Banquete de Baltasar. Libro de Daniel 5, 1- Pared este, zona inferior, derecha. Los restos conservados son escasos y difícilmente reconocibles. Posiblemente muestre una persona que yace en un diván.

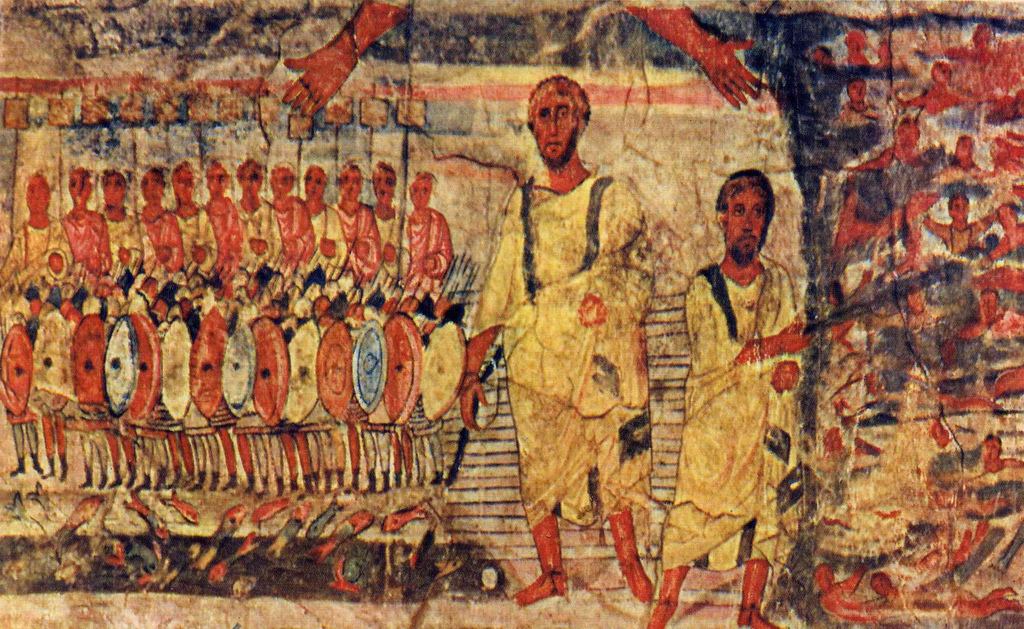
La travesía del Mar Rojo (I. 6)
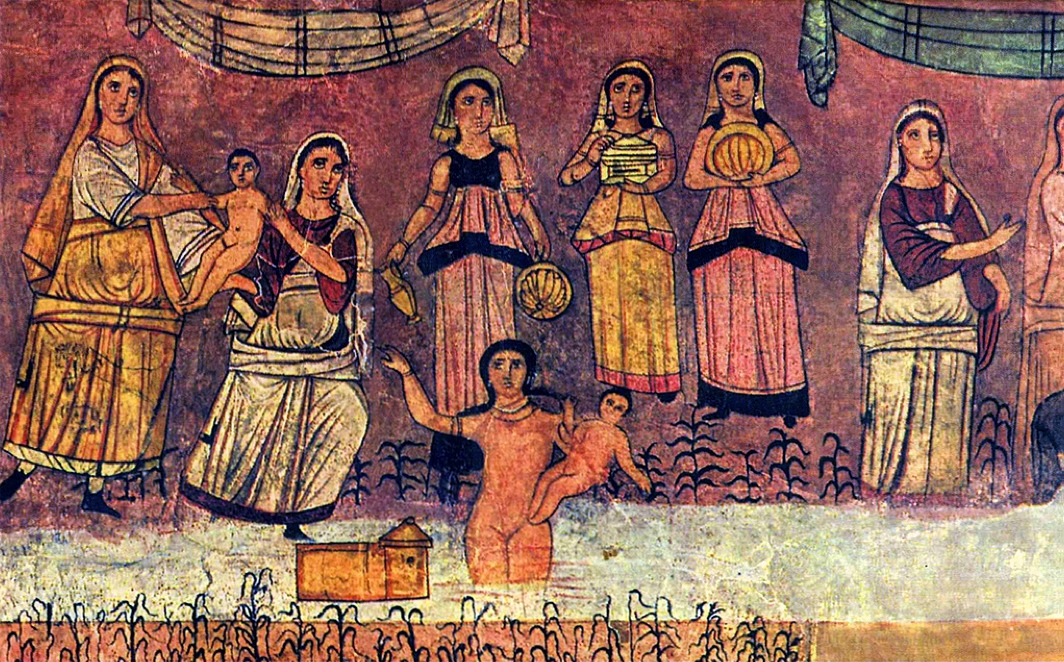
Nacimiento y preservación de Moisés. Mitad izquierda (I. 4)
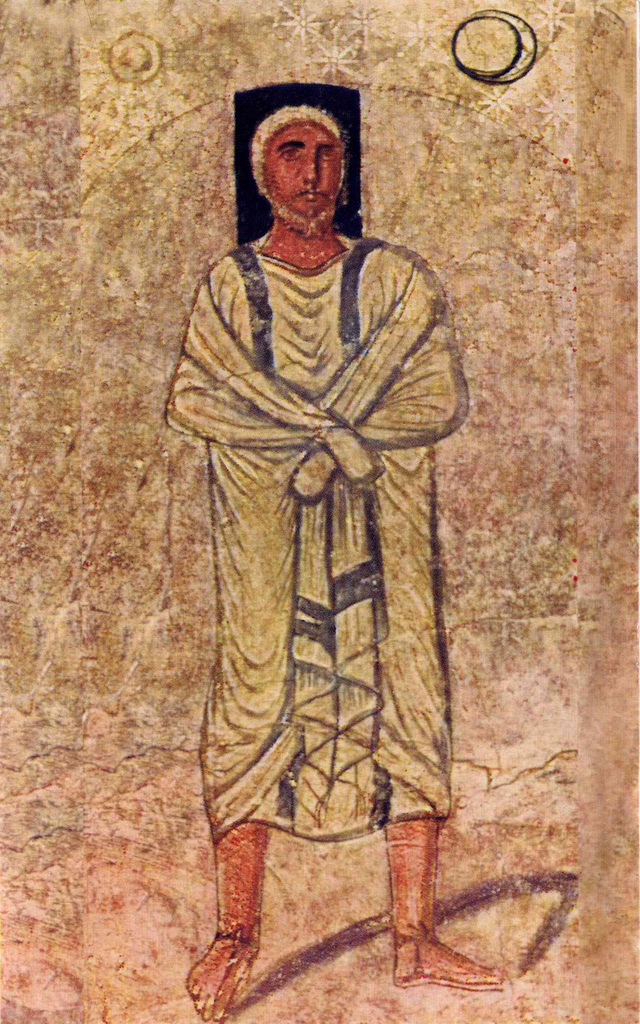
Isaías (III. 1)
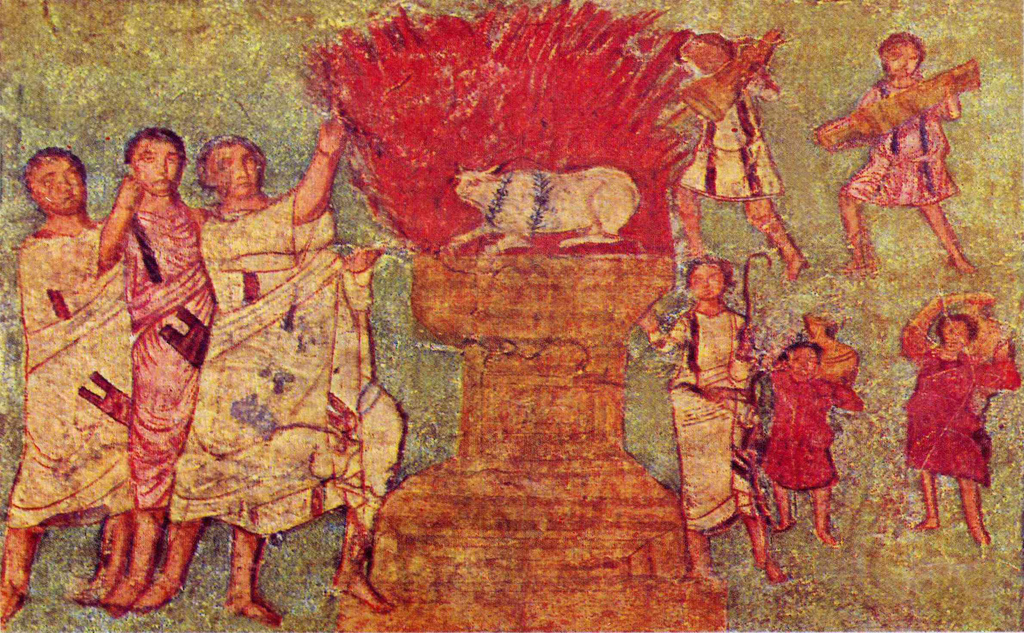
El sacrificio de Elías en el Monte Carmelo (II. 14)